# オスカル!はなきんリサーチ
『オスカル！はなきんリサーチ』とはテレビ朝日で2016年10月8日から2020年9月19日まで土曜未明（金曜深夜、『朝まで生テレビ!』が編成される毎月1回〈最終金曜の翌日未明の場合が多い〉を除く）に放送されていた情報バラエティ・ランキング番組である。

## 概要
本番組は、メインMCを務めるオスカープロモーション若手メンバーの知りたいものなどについて、その道の専門家がリサーチし、オススメ情報などを紹介する情報バラエティ番組である。
前番組『GO!オスカル!X21』の1コーナー『オスカル!はなきんランキング』をレギュラー番組化させたバラエティ番組としてスタート。毎週テーマに沿ったものを10代の女性にアンケートを採り、それをランキング形式で紹介していた。
メインMCには『GO!オスカル!X21』より続投となる剛力彩芽と、剛力の所属事務所の後輩にあたる藤田ニコルと本田望結が起用され、藤田・本田にとってテレビ朝日でのレギュラー番組は初めて。また前番組のメインパーソナリティーだったX21のメンバーも、レポーター（コーナーMC）という形で、この中から毎回若干名が登場。番組タイトルはかつてテレビ朝日系列で1996年3月までの金曜夜に生放送されていた『はなきんデータランド』を流用しており、また同番組のリメイク版にもあたる。
2019年1月にリニューアルを敢行、コーナー企画であった「知りたがリサーチ」を中心に構成し、新たなメインMCには剛力彩芽の後輩にあたる小芝風花、岡田結実、籠谷さくらが起用された。2019年6月からは井本彩花が加わり、籠谷さくらはロケ担当となった。2020年4月からは、メインMCは小芝風花、井本彩花、尾碕真花が担当する。
2020年9月をもって終了した。同局で同年10月から開始される「バラバラ大作戦」枠の水曜日深夜放送の『オスカルイーツ Oscar Eats』が事実上の後継番組となる。

## レギュラー出演者

### メインMC
- 小芝風花（2019年1月から[1]）※進行担当
- 井本彩花（2019年6月から[2]）(#101〜)
- 尾碕真花（2020年4月から[3]）(#129〜)

### 過去の出演者

#### メインMC
- 剛力彩芽（2018年12月まで[1]）※進行担当
- 藤田ニコル（2018年12月まで[1]）
- 本田望結（2018年12月まで[1]）
- 岡田結実（2019年1月から[1] 2020年3月まで）
- 籠谷さくら（2019年1月から[1] 2020年3月まで）※ロケ担当(#101〜)

#### コーナーMC
- X21（グループ解散に伴い、のちにメインMCに昇格する籠谷ら一部メンバーを除き2018年11月まで[注 1]）

## 今週のおねえさん・今週のおにいさん
本番組では「今週のおねえさん」および「今週のおにいさん」と称するゲストMC枠が設けられており、主に御笑い芸人・バラエティアイドル・グラビアアイドル・イケメン俳優が数週間限定で担当する形で出演している 。
| 2016年（平成28年） | 2016年（平成28年） | 2016年（平成28年）                 | 2016年（平成28年） |
| 回                 | 放送日             | 今週のおねえさん・今週のおにいさん | 備考 |
| ------------------ | ------------------ | ---------------------------------- | --- |
| 1                  | 10月8日            | 光浦靖子（オアシズ）               | |
| 2                  | 10月15日           | 光浦靖子（オアシズ）               | |
| 3                  | 10月22日           | 光浦靖子（オアシズ）               | 『「今年観て面白かった映画」をリサーチ』1:25 - 1:55に放送（5分繰り下げ）。                                                       |
| 4                  | 10月29日           | 椿鬼奴                             | 『原宿にいた女子、下北沢にいた女子、音楽専門学校の生徒に「好きな男性アーティスト」をリサーチ』1:25 - 1:55に放送（5分繰り下げ）。 |
| 5                  | 11月12日           | 椿鬼奴                             | 『今1番面白いと思う若手芸人』1:25 - 1:55に放送（5分繰り下げ）。                                                                  |
| 6                  | 11月19日           | 椿鬼奴                             | |
| 7                  | 12月3日            | バービー（フォーリンラブ）         | |
| 8                  | 12月10日           | バービー（フォーリンラブ）         | 『冬に聴きたいアーティスト』1:25 - 1:55に放送（5分繰り下げ）。                                                                   |
| 9                  | 12月17日           | 井森美幸（1回目）                  | 『今年一番聴いたアーティスト』                                                                                                   |
| 10                 | 12月24日           | 井森美幸（1回目）                  | 『好きなクリスマスソング』 |

| 2017年（平成29年） | 2017年（平成29年） | 2017年（平成29年）                         | 2017年（平成29年）                                                                               |
| 回                 | 放送日             | 今週のおねえさん・おにいさん               | 備考                                                                                             |
| ------------------ | ------------------ | ------------------------------------------ | ------------------------------------------------------------------------------------------------ |
| 11                 | 1月7日             | 虻川美穂子（北陽）                         | 『2017年にブレイクしそうなアーティスト』                                                         |
| 12                 | 1月14日            | 虻川美穂子（北陽）                         | 『泣きたい時に聴きたいアーティスト』                                                             |
| 13                 | 1月21日            | 白鳥久美子（たんぽぽ）                     |                                                                                                  |
| 14                 | 2月4日             | 白鳥久美子（たんぽぽ）                     | 『「好きな焼肉の部位」&「好きなパスタ」ランキング！』1:25 - 1:55に放送（5分繰り下げ）。          |
| 15                 | 2月11日            | 川村エミコ（たんぽぽ）                     | 『「好きなマンガ」ランキング』1:25 - 1:55に放送（5分繰り下げ）。                                 |
| 16                 | 2月18日            | 川村エミコ（たんぽぽ）                     | 『「住みたい街」ランキング』                                                                     |
| 17                 | 3月4日             | ニッチェ（近藤くみこ・江上敬子）           | 『好きな卒業ソング』1:25 - 1:55に放送（5分繰り下げ）。                                           |
| 18                 | 3月11日            | ニッチェ（近藤くみこ・江上敬子）           | 『好きな丼&そば』1:25 - 1:55に放送（5分繰り下げ）。                                              |
| 19                 | 3月18日            | ニッチェ（近藤くみこ・江上敬子）           | 『好きな犬&猫』1:25 - 1:55に放送（5分繰り下げ）。                                                |
| 20                 | 3月25日            | ニッチェ（近藤くみこ・江上敬子）           | 『好きな桜ソング』1:25 - 1:55に放送（5分繰り下げ）。                                             |
| 21                 | 4月8日             | 井森美幸（2回目）                          | 『今始めたい習い事』                                                                             |
| 22                 | 4月15日            | 井森美幸（2回目）                          | 『日帰りで行きたい観光地』                                                                       |
| 23                 | 4月22日            | 井森美幸（2回目）                          | 『好きなディズニーのプリンセス』1:25 - 1:55に放送（5分繰り下げ）。                               |
| 24                 | 5月6日             | 井森美幸（2回目）                          | 『今好きな若手お笑い芸人』                                                                       |
| 25                 | 5月13日            | はるな愛                                   | 『カラオケで盛り上がるアーティスト』                                                             |
| 26                 | 5月20日            | はるな愛                                   | 『好きなスポーツ』                                                                               |
| 27                 | 6月3日             | はるな愛                                   | 『好きな給食のメニュー』                                                                         |
| 28                 | 6月10日            | 岩井勇気（ハライチ）                       | 『スピッツの名曲ランキング』1:25 - 1:55に放送（5分繰り下げ）。                                   |
| 29                 | 6月17日            | 井森美幸（3回目）                          | 『美味しい餃子&柿の種SP』                                                                        |
| 30                 | 6月24日            | 井森美幸（3回目）                          | 『好きな雨の名曲』                                                                               |
| 31                 | 7月8日             | 井森美幸（3回目）                          | 『今年注目のウォータースライダー&絶品玉ねぎ！』                                                  |
| 32                 | 7月15日            | 東貴博（TAKE2）                            | 1:25 - 1:55に放送（5分繰り下げ）。                                                               |
| 33                 | 8月19日            | 彦摩呂                                     | 『知りたがリサーチ！特別編』1:55 - 2:25に放送（35分繰り下げ）。                                  |
| 34                 | 9月2日             | 井森美幸（4回目）                          |                                                                                                  |
| 35                 | 9月9日             | いとうあさこ                               | 1:25 - 1:55に放送（5分繰り下げ）。                                                               |
| 36                 | 9月16日            | いとうあさこ                               | 1:25 - 1:55に放送（5分繰り下げ）。                                                               |
| 37                 | 9月23日            | いとうあさこ                               | 『「美味しい納豆」をリサーチ！』                                                                 |
| 38                 | 10月7日            | 井森美幸（5回目）                          | 1:25 - 1:55に放送（5分繰り下げ）。                                                               |
| 39                 | 10月14日           | 井森美幸（5回目）・是永瞳                  |                                                                                                  |
| 40                 | 10月21日           | 井森美幸（5回目）・堀田茜                  | 『本田望結が知りたい「新感覚の絶品ポテトサラダ」をリサーチ！』1:25 - 1:55に放送（5分繰り下げ）。 |
| 41                 | 10月28日           | なし                                       | 『人気店の店主が選ぶNo.1ラーメン全部見せますSP！』                                               |
| 42                 | 11月4日            | 井森美幸（6回目）                          |                                                                                                  |
| 43                 | 11月11日           | 井森美幸（6回目）                          | 『本田望結が知りたい「若手モノマネ芸人」』                                                       |
| 44                 | 11月18日           | 井森美幸（6回目）                          | 『藤田ニコルが知りたい「すごいマジシャン」第2弾！』                                              |
| 45                 | 12月2日            | 安藤なつ（メイプル超合金/1回目）・井本彩花 | 『本田望結が知りたい「若手あるあるネタ芸人」』                                                   |
| 46                 | 12月9日            | 井森美幸（7回目）                          | 『井森美幸が知りたい「美味しいコロッケ」』1:25 - 1:55に放送（5分繰り下げ）。                     |
| 47                 | 12月16日           | 安藤なつ（メイプル超合金/2回目）           | 『剛力彩芽が知りたい「美味しいおでんの店」』                                                     |
| 48                 | 12月23日           | 安藤なつ（メイプル超合金/2回目）           | 『藤田ニコルが知りたい「クリスマスに食べたい絶品チキン」』                                       |

| 2018年（平成30年） | 2018年（平成30年） | 2018年（平成30年）                                | 2018年（平成30年）                                                                                              |
| 回                 | 放送日             | 今週のおねえさん・おにいさん                      | 備考 |
| ------------------ | ------------------ | ------------------------------------------------- | --- |
| 49                 | 1月6日             | 安藤なつ（メイプル超合金/2回目）                  | 『本田望結が知りたい「朝食の美味しい旅館」』                                                                    |
| 50                 | 1月13日            | なし                                              | |
| 51                 | 1月20日            | なし                                              | |
| 52                 | 2月3日             | 井森美幸（8回目）                                 | 『藤田ニコルが知りたい「すごいマジシャン」第3弾！』                                                             |
| 53                 | 2月10日            | 井森美幸（8回目）                                 | 『藤田ニコルが知りたい「すごいマジシャン」』                                                                    |
| 54                 | 2月17日            | 井森美幸（8回目）                                 | 『本田望結が知りたい「若手モノマネ芸人」』1:30 - 2:00に放送（10分繰り下げ）。                                   |
| 55                 | 3月3日             | 井森美幸（8回目）                                 | |
| 56                 | 3月10日            | 井森美幸（8回目）・飯島寛騎（男劇団 青山表参道X） | 『剛力彩芽が知りたい「美味しいフルーツトマト」』1:25 - 1:55に放送（5分繰り下げ）。                              |
| 57                 | 3月17日            | 井森美幸（8回目）                                 | 『藤田ニコルが知りたい「若手フリップ芸人」』1:25 - 1:55に放送（5分繰り下げ）。                                  |
| 58                 | 3月24日            | 井森美幸（8回目）・水沢エレナ                     | 『藤田ニコルが知りたい「絶対に食べたくなるチーズ料理」』1:35 - 2:05に放送（15分繰り下げ）。                     |
| 59                 | 4月7日             | なし                                              | |
| 60                 | 4月14日            | なし                                              | |
| 61                 | 4月21日            | なし                                              | |
| 62                 | 5月5日             | ニッチェ/2回目（近藤くみこ・江上敬子）・内藤理沙  | 『藤田ニコルが知りたい「すごいマジシャン」第4弾！』                                                             |
| 63                 | 5月12日            | ニッチェ/2回目（近藤くみこ・江上敬子）・西銘駿    | 『本田望結が知りたい「若手モノマネ芸人」をリサーチ！』                                                          |
| 64                 | 5月19日            | ニッチェ/2回目（近藤くみこ・江上敬子）・矢野浩二  | 『チャーシューの美味しいラーメン店ランキング』                                                                  |
| 65                 | 6月9日             | なし                                              | 『剛力彩芽&藤田ニコル&本田望結が浅草ぶらり旅』1:25 - 1:55に放送（5分繰り下げ）。                                |
| 66                 | 6月16日            | なし                                              | 1:25 - 1:55に放送（5分繰り下げ）。                                                                              |
| 67                 | 6月23日            | なし                                              | 『剛力彩芽&藤田ニコル&本田望結が蔵前をぶらり旅』                                                                |
| 68                 | 7月7日             | 井森美幸（9回目）                                 | 『剛力彩芽が知りたい「旬の美味しいトウモロコシ」』1:25 - 1:55に放送（5分繰り下げ）。                            |
| 69                 | 7月14日            | 井森美幸（9回目）                                 | 『本田望結が知りたい「面白いモノマネ芸人」ランキング』1:55 - 2:25に放送（35分繰り下げ）。                       |
| 70                 | 8月11日            | 井森美幸（9回目）                                 | 『藤田ニコルが知りたい短くて怖い話』1:55 - 2:25に放送（35分繰り下げ）。                                         |
| 71                 | 8月18日            | 井森美幸（9回目）                                 | 『藤田ニコルが知りたい！美味しい“はちみつ”』1:55 - 2:25に放送（35分繰り下げ）。                                 |
| 72                 | 8月25日            | 井森美幸（9回目）                                 | 『剛力彩芽が知りたい「しょう油」』1:25 - 1:55に放送（5分繰り下げ）。                                            |
| 73                 | 9月8日             | 井森美幸（9回目）                                 | 『井森美幸が知りたい！美味しい「サバ缶」』                                                                      |
| 74                 | 9月15日            | 井森美幸（9回目）                                 | 『ネクストブレイクアーティスト&面白いWeb漫画』1:25 - 1:55に放送（5分繰り下げ）。                                |
| 75                 | 9月22日            | 井森美幸（9回目）                                 | 『剛力彩芽が知りたい！美味しい「ポン酢」』                                                                      |
| 76                 | 10月6日            | 井森美幸（9回目）                                 | 『藤田ニコルが知りたい「小皿の美味しい韓国料理店」』                                                            |
| 77                 | 10月13日           | 井森美幸（9回目）                                 | 『本田望結が知りたい「面白い歌ネタ芸人」』                                                                      |
| 78                 | 10月20日           | 井森美幸（9回目）                                 | 『剛力彩芽が知りたい美味しい「お出汁」』                                                                        |
| 79                 | 10月27日           | 井森美幸（9回目）                                 | 『藤田ニコルが知りたい「美味しい味付け海苔」』1:25 - 1:55に放送（5分繰り下げ）。                                |
| 80                 | 11月17日           | 井森美幸（9回目）・井本彩花（2回目）              | 『本田望結が知りたい！美味しい“たこ焼き”』』1:25 - 1:55に放送（5分繰り下げ）。                                  |
| 81                 | 11月24日           | 井森美幸（9回目）                                 | 『本田望結が知りたい「面白いモノマネ芸人」』                                                                    |
| 82                 | 12月8日            | 井森美幸（9回目）                                 | 『剛力彩芽が知りたい美味しい「あんこ&お茶」』1:25 - 1:55に放送（5分繰り下げ）。                                 |
| 83                 | 12月15日           | 井森美幸（9回目）                                 | 『藤田ニコルが知りたい「焼きいも」ニコル人生最高の芋』                                                          |
| 84                 | 12月22日           | 井森美幸（9回目）                                 | 『剛力彩芽が知りたい「シメが美味しい鍋料理店」』 この回を持って剛力彩芽、藤田ニコル、本田望結がメインMCを卒業。 |

| 2019年（平成31年→令和元年） | 2019年（平成31年→令和元年） | 2019年（平成31年→令和元年）                         | 2019年（平成31年→令和元年） |
| 回                          | 放送日                      | 今週のおねえさん・おにいさん                        | 備考 |
| --------------------------- | --------------------------- | --------------------------------------------------- | --- |
| 85                          | 1月12日                     | 井森美幸（9回目）                                   | 『おにぎりが美味しい店ベスト5』1:25 - 1:55に放送（5分繰り下げ）。 この回から小芝風花、岡田結実、籠谷さくらが2代目メインMCに就任。 |
| 86                          | 1月19日                     | 井森美幸（9回目）                                   | 『モノマネ芸人・ホリが選ぶ「面白い女性モノマネ芸人」』                                                                            |
| 87                          | 1月26日                     | 井森美幸（9回目）                                   | 『女優・小芝風花が知りたい「美味しい中華まん」』                                                                                  |
| 88                          | 2月2日                      | 安藤なつ（メイプル超合金/3回目）                    | 『岡田結実が知りたい「美味しいふりかけ」』1:35 - 2:05に放送（15分繰り下げ）。                                                     |
| 89                          | 2月16日                     | 森口博子                                            | 『岡田結実が知りたい「今年ブレイクするアーティスト」』                                                                            |
| 90                          | 3月2日                      | 森口博子                                            | 『岡田結実が知りたい「美味しい梅干し」』                                                                                          |
| 91                          | 3月9日                      | 安藤なつ（メイプル超合金/4回目）                    | 『フォーリンラブが選ぶ「面白い若手男女コンビ芸人」』                                                                              |
| 92                          | 3月16日                     | 安藤なつ（メイプル超合金/4回目）                    | 『小芝風花が知りたい「絶品からあげ」』                                                                                            |
| 93                          | 3月23日                     | 井森美幸（10回目）                                  | 『小芝風花が知りたい「ねぎま」』1:25 - 1:55に放送（5分繰り下げ）。                                                                |
| 94                          | 4月6日                      | 井森美幸（10回目）                                  | 『岡田結実が知りたい「駅ナカグルメ」』                                                                                            |
| 95                          | 4月13日                     | 井森美幸（10回目）                                  | 『小芝風花が知りたい「絶対外さない手土産」』1:25 - 1:55に放送（5分繰り下げ）。                                                    |
| 96                          | 4月20日                     | 井森美幸（10回目）                                  | |
| 97                          | 5月4日                      | 井森美幸（10回目）                                  | 『小芝風花の知りたい「クリームチーズ料理」』                                                                                      |
| 98                          | 5月11日                     | 井森美幸（10回目）                                  | 『岡田結実の知りたい「美味しいソーセージ」』                                                                                      |
| 99                          | 5月18日                     | 井森美幸（10回目）                                  | 『岡田結実が知りたい「美味しいチャーシュー」』1:25 - 1:55に放送（5分繰り下げ）。                                                  |
| 100                         | 5月25日                     | 井森美幸（10回目）                                  | 『霜降り明星が選ぶ「令和にブレイクしそうな芸人」』1:55 - 2:25に放送（35分繰り下げ）。                                             |
| 101                         | 6月8日                      | 安藤なつ（メイプル超合金/5回目）                    | 『つけダレが美味しい焼肉店』 この回から、籠谷さくらに代わって、井本彩花がメインMCに就任。                                         |
| 102                         | 6月15日                     | 安藤なつ（メイプル超合金/5回目）                    | 『岡田結実が知りたい「凄腕マジシャン」』                                                                                          |
| 103                         | 6月22日                     | 安藤なつ（メイプル超合金/5回目）                    | 『小芝風花が知りたい「この夏食べるべきかき氷」』                                                                                  |
| 104                         | 7月6日                      | 井森美幸（11回目）                                  | 『小芝風花が知りたい「シビ辛料理」』                                                                                              |
| 105                         | 7月13日                     | 井森美幸（11回目）                                  | 『岡田結実が知りたい「ナムルが美味しいお店」』1:25 - 1:55に放送（5分繰り下げ）。                                                  |
| 106                         | 8月10日                     | 井森美幸（11回目）                                  | 『あえてソコ!?でも、意外と美味しい！はじっこグルメ』1:55 - 2:25に放送（35分繰り下げ）。                                           |
| 107                         | 8月17日                     | なし                                                | 『MC3人で初のロケ！横浜中華街をリサーチ』1:55 - 2:25に放送（35分繰り下げ）。                                                      |
| 108                         | 8月24日                     | なし                                                | 『横浜中華街をリサーチ！ 流行タピオカ冷やし粥』1:25 - 1:55に放送（5分繰り下げ）。                                                 |
| 109                         | 9月7日                      | なし                                                | 『横浜中華街はなきん旅 未公開スペシャル！』                                                                                       |
| 110                         | 9月14日                     | 田丸麻紀                                            | 『岡田結実が知りたい「凄腕マジシャン」』                                                                                          |
| 111                         | 9月21日                     | 井森美幸（12回目）                                  | 『これから流行る韓国料理』 |
| 112                         | 10月5日                     | 内藤理沙（2回目）・安藤なつ（メイプル超合金/6回目） | 『美味しい「たまごサンドイッチ」』                                                                                                |
| 113                         | 10月26日                    | 井森美幸（13回目）                                  | 『美味しい焼きそば』1:25 - 1:55に放送（5分繰り下げ）。                                                                            |
| 114                         | 11月2日                     | 安藤なつ（メイプル超合金/7回目）                    | 『岡田結実が知りたい「次世代モノマネ芸人」』                                                                                      |
| 115                         | 11月9日                     | 安藤なつ（メイプル超合金/7回目）                    | 『デカ盛りの美味しい店』 |
| 116                         | 11月23日                    | 井森美幸（14回目）                                  | |
| 117                         | 12月7日                     | 井森美幸（14回目）                                  | 『小芝風花が知りたい美味しい「カツサンド」』1:25 - 1:55に放送（5分繰り下げ）。                                                    |
| 118                         | 12月14日                    | 井森美幸（14回目）                                  | 『テレビで見ない！テレビとネタが違う！面白い営業芸人』                                                                            |
| 119                         | 12月21日                    | 井森美幸（14回目）                                  | 『岡田結実の知りたい美味しい「たい焼き」』                                                                                        |

| 2020年（令和2年） | 2020年（令和2年） | 2020年（令和2年）                                          | 2020年（令和2年）                                                                                              |
| 回                | 放送日            | 今週のおねえさん・おにいさん                               | 備考 |
| ----------------- | ----------------- | ---------------------------------------------------------- | --- |
| 120               | 1月11日           | 井森美幸（14回目）                                         | 『熱々トロ〜リ！この冬食べるべき絶品ロールキャベツ』1:25 - 1:55に放送（5分繰り下げ）。                         |
| 121               | 1月18日           | 井森美幸（14回目）                                         | 『美味しいナポリタン』1:25 - 1:55に放送（5分繰り下げ）。                                                       |
| 122               | 1月25日           | なし                                                       | 『隠れ人気スポット「奥渋」でぶらり旅』                                                                         |
| 123               | 2月8日            | なし                                                       | 『隠れ人気スポット「奥渋」でぶらり旅』                                                                         |
| 124               | 2月15日           | なし                                                       | 『人気スポット「奥渋&原宿」をぶらり旅』                                                                        |
| 125               | 2月22日           | 内藤理沙（3回目）                                          | 『実は女子も大好き!?ハダカ芸人』                                                                               |
| 126               | 3月7日            | 安藤なつ（メイプル超合金/8回目）・奥山かずさ               | 『美味しい「うずらのたまご」』1:25 - 1:55に放送（5分繰り下げ）。                                               |
| 127               | 3月14日           | 安藤なつ（メイプル超合金/8回目）・是永瞳（2回目）          | 『出演者がシビれた！有名人の「美味しい差し入れ」』                                                             |
| 128               | 3月21日           | 安藤なつ（メイプル超合金/8回目）                           | 『美味しい「町中華」』                                                                                         |
| 129               | 4月4日            | 井森美幸（15回目）                                         | 『MC 小芝風花&井本彩花 井森美幸が仕掛け人に挑戦！』 この回から、岡田結実に代わって、尾碕真花がメインMCに就任。 |
| 130               | 4月11日           | 井森美幸（15回目）                                         | 『はらぺこツインズが薦める「デカ盛りの美味しい店」』                                                           |
| 131               | 4月18日           | 井森美幸（15回目）                                         | 『テツandトモが厳選した「面白い営業芸人」』1:25 - 1:55に放送（5分繰り下げ）。                                  |
| 132               | 5月2日            | 井森美幸（15回目）                                         | 『「ドッキリ企画大反省会」小芝風花があの時実は…』                                                              |
| 133               | 5月9日            | 井森美幸（15回目）                                         | 『カレー専門店じゃないのに美味しいカレーがあるお店』                                                           |
| 134               | 5月16日           | なし                                                       | 『霜降り明星・粗品が選ぶ！次世代の面白いフリップ芸人』                                                         |
| 135               | 5月23日           | 井森美幸（16回目）                                         | 『美味しい「じゃがいも料理」』                                                                                 |
| 136               | 6月6日            | なし                                                       | 『四千頭身&ホリが選んだ！面白い芸人』                                                                          |
| 137               | 6月13日           | なし                                                       | |
| 138               | 6月20日           | なし                                                       | 『人気芸人が薦めるモノマネ 歌ネタ 裸ネタ芸人』                                                                 |
| 139               | 7月4日            | 安藤なつ（メイプル超合金/9回目）                           | 『出演者がハマっている「動画」を教え合う』                                                                     |
| 140               | 7月11日           | 安藤なつ（メイプル超合金/9回目）                           | 『今読んでほしい！おすすめのマンガ』                                                                           |
| 141               | 7月18日           | 安藤なつ（メイプル超合金/9回目）                           | 『水族館のプレミアム映像』                                                                                     |
| 142               | 7月25日           | 安藤なつ（メイプル超合金/9回目）                           | 『ものまね第7世代』1:25 - 1:55に放送（5分繰り下げ）。                                                          |
| 143               | 8月8日            | 安藤なつ（メイプル超合金/9回目）・内藤理沙（4回目）        | 『出演者が今ハマっている動画』1:25 - 1:55に放送（5分繰り下げ）。                                               |
| 144               | 8月15日           | 安藤なつ（メイプル超合金/9回目）                           | 『島田秀平が選んだ今一番怖い怪談芸人』1:25 - 1:55に放送（5分繰り下げ）。                                       |
| 145               | 9月5日            | 井森美幸（17回目）                                         | 『カレー専門店じゃないのに美味しいカレーがあるお店』                                                           |
| 146               | 9月12日           | 井森美幸（17回目）・井頭愛海（『今週のゲスト』として出演） | 『小芝風花が知りたい「便利グッズ」をリサーチ』                                                                 |
| 147               | 9月19日           | 井森美幸（17回目）                                         | 最終回。 |

## 主なコーナー
- 知りたがリサーチ

### 過去のコーナー
- 好きな○○ランキング[注 6]
- にこるん!リサーチ
- 人気ラーメン店 店主が教える今食べるべき3杯

## ネット局
| 放送対象地域 | 放送局              | 系列           | 放送曜日及び放送時間         | 放送開始日    | 備考       |
| ------------ | ------------------- | -------------- | ---------------------------- | ------------- | ---------- |
| 関東広域圏   | テレビ朝日（EX）    | テレビ朝日系列 | 土曜 1:20 - 1:50（金曜深夜） | 2016年10月8日 | 制作局     |
| 福島県       | 福島放送（KFB）     | テレビ朝日系列 | 土曜 1:20 - 1:50（金曜深夜） | 2017年4月8日  | 同時ネット |
| 山口県       | 山口朝日放送（KFB） | テレビ朝日系列 | 土曜 1:20 - 1:50（金曜深夜） | 2020年1月11日 | 同時ネット |
| 全国         | テレ朝チャンネル1   | CS放送         | 随時                         | 2016年12月7日 | 遅れネット |

### 過去のネット局
- 瀬戸内海放送（KSB） 2016年10月15日 - 2017年3月24日
  - KSBは第1金曜日にローカル番組を放送していたため遅れ日数が広がり、2017年2月17日放送分を以って打ち切り。

## スタッフ
- 企画：古賀誠一（オスカープロモーション）
- ナレーション：諏訪部順一、山中まどか
- 構成：藤本昌平、古賀文恵、酒井健作
- TM：高田格（テレビ朝日）
- TD/SW：渡辺晃一
- CAM：青山和広
- VE：柳澤満
- 音声：安食愛美
- 照明：三澤孝至
- ロケカメラ：中島せいや
- 美術：小山晃弘（テレビ朝日）
- デザイン：小谷知輝（テレビ朝日）
- 美術進行：野口香織、清水基恵
- 大道具：作田慎之介
- 電飾：佐々木航
- CG：渡辺雅章、大橋緑
- 音効：松下俊彦
- 編集：佐々木基次
- MA：土屋 信
- 編成：沼田真明（テレビ朝日）
- 宣伝：佐々木智世（テレビ朝日）
- 技術協力：テイクシステムズ、ラビットムーンオフィス、ワークショット
- 美術協力：tv asahi create、俳優座劇場、テルミック、アトリエクロリス、川口カツラ店
- 協力：オスカープロモーション
- 制作協力：BLUES MOBILE
- AD：今井有輝、中田 未来瑠
- AP：山田晃菜
- ディレクター：原祐二、池田智宏、管家優人
- 演出：井上淳矢
- プロデューサー：佐藤尚子（テレビ朝日）、山田健史（テレビ朝日）、花田好昭（BLUES MOBILE）
- ゼネラルプロデューサー：奥田創史（テレビ朝日）
- 制作著作：テレビ朝日

### 過去のスタッフ
- TM：長谷川正和（テレビ朝日）
- TD/SW：渡辺晃一
- VE：細谷公助
- 照明：池谷祐介
- 大道具：畠山豊
- 編集：望月浩久
- 編成：田中真由子（テレビ朝日）
- 宣伝：平田新子（テレビ朝日）
- ディレクター：宮本貴資

## 挿入歌
- 相対性理論「気になるあの娘」- 知りたがリサーチのテーマ曲
- ED X21 「現実から逃げるから現実がツラいんだ」 他多数